# Anna Matuszewicz
Anna Matuszewicz (ur. 5 kwietnia 2003 w Toruniu) – polska lekkoatletka, specjalizująca się w skoku w dal.

## Kariera sportowa
Zawodniczka MKL Toruń. Wicemistrzyni Polski seniorek w skoku w dal w 2021 (6,33), 2022 (6,40). Posiadaczka drugiego wyniku w historii skoku w dal w Polsce wśród juniorek (6,51 w 2022). Mistrzyni Polski juniorek młodszych w 2020 oraz juniorek 2021, 2022.
Rekordy życiowe:
- stadion – 6,62 (30 maja 2025, Kalamata);
- hala – 6,71 (23 lutego 2025, Toruń) – halowy rekord Polski U23